# Pristomyrmex brevispinosus
Pristomyrmex brevispinosus är en myrart som beskrevs av Carlo Emery 1887. Pristomyrmex brevispinosus ingår i släktet Pristomyrmex och familjen myror.

## Underarter
Arten delas in i följande underarter:
- P. b. brevispinosus
- P. b. sulcatus